# Yoshihiko Matsuoka
Yoshihiko Matsuoka (født 29. juli 1977) er en tidligere japansk fodboldspiller.
Han har spillet for flere forskellige klubber i sin karriere, herunder Vissel Kobe.